# Agnes Ozman
Treść tego artykułu od 2018-06 może nie być zgodna z zasadami neutralnego punktu widzenia.
Dokładniejsze informacje o tym, co należy poprawić, być może znajdują się w dyskusji tego artykułu.
 Po wyeliminowaniu niedoskonałości należy usunąć szablon {{Dopracować}} z tego artykułu.

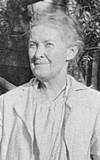
Agnes Ozman

Agnes Ozman (1870–1937) – amerykańska studentka szkoły biblijnej Bethel Bible w Topeka, w Kansas, którą prowadził Charles Fox Parham. W tej szkole 31 grudnia 1900 roku miało miejsce pierwsze tzw. przeżycie zielonoświątkowe (przyjmuje się też datę 1 stycznia 1901 roku). Wtedy właśnie uczennica Agnes Ozman jako pierwsza w czasach nowożytnych po modlitwie z włożeniem rąk zaczęła modlić się innymi językami. Była to pierwsza osoba ochrzczona Duchem Świętym i od tego wydarzenia datuje się początek i rozwój ruchu zielonoświątkowego.